# Verningen
Verningen est une agglomération de la municipalité de Larvik, dans le comté de Vestfold, en Norvège.